# ダナンジャヤ・Y・チャンドラチュド
ダナンジャヤ・Y・チャンドラチュド（英: Dhananjaya Y. Chandrachud、1959年11月11日 - ）はインドの法学者である。2022年11月9日から2024年11月10日までインドの最高裁判所長官を務めた。
2016年5月にインド最高裁判所の判事に任命された。

## 生い立ち
ダナンジャヤ・Y・チャンドラチュドはインドのムンバイで1959年11月11日に生まれた。父親のイェシュワント・ヴィシュヌ・チャンドラチュドはインドで最長の裁判長を務めていた。
1982年にデリー大学法学部で法学士号を取得し、1983年にハーバード大学法科大学院で法学修士号を取得した。

## 経歴
1998年6月にボンベイ高等裁判所により上級法廷弁護士に任命された。
2016年5月にインド最高裁判所の判事に任命され、2022年11月9日から2024年11月10日までインドの第50代最高裁判所長官を務めた。